# Historiografie

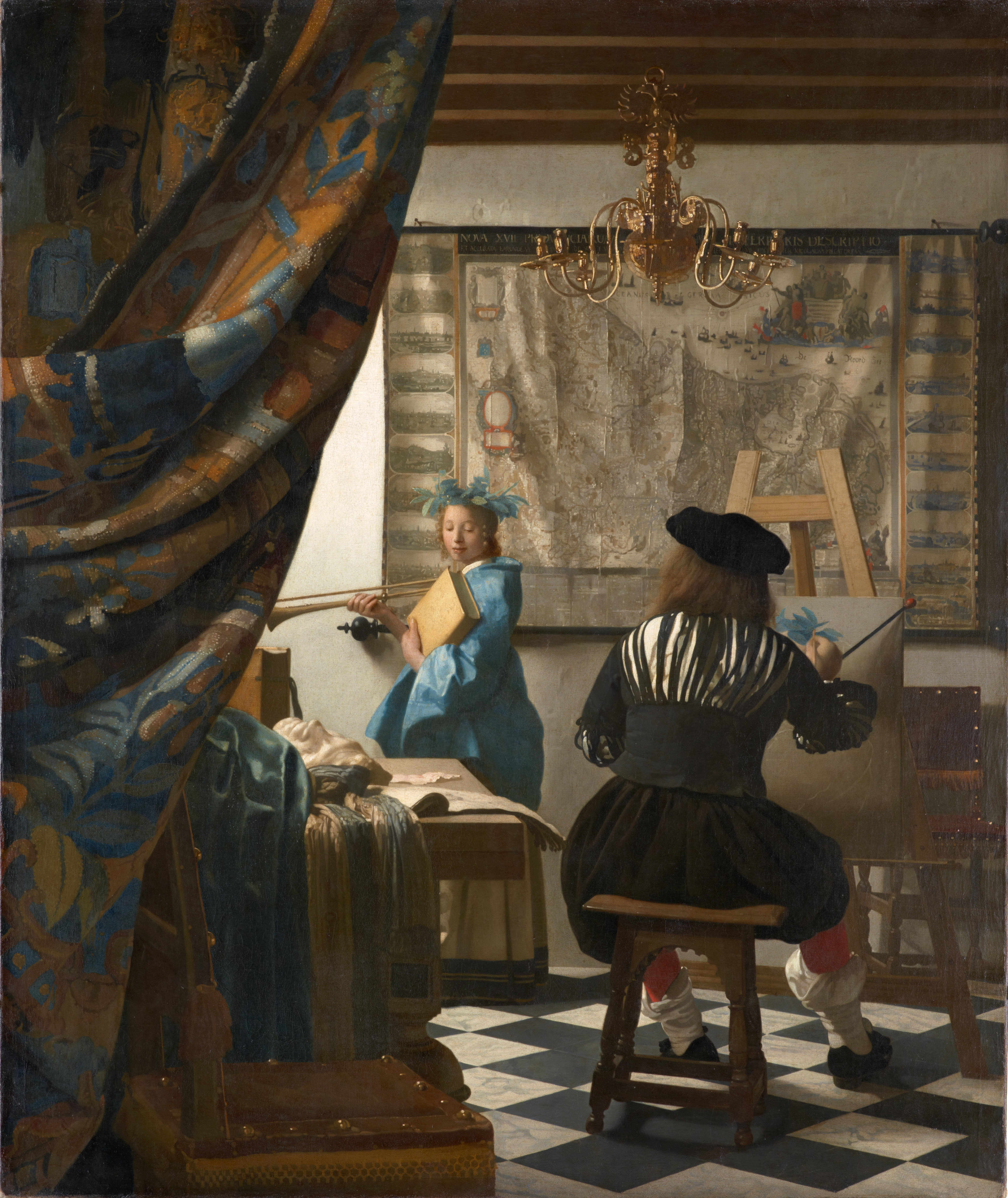
Clio, múza historie, na Vermeerově obraze Alegorie malířství

Dějepis (historická věda) je humanitní a společenská věda zkoumající dějiny (historii) člověka a jeho civilizace na základě studia různých pramenů a s použitím rozličných metod.[zdroj?]
Historiografie, též dějepisectví, je zaznamenávání událostí, dějů a stavů v minulosti (např. na úrovni jednotlivců, společenských vrstev, národů) určitým systematickým způsobem.[zdroj?]
Historiografie je předchůdcem historické vědy v tom smyslu, že před vznikem (kriticky analyzující) historické vědy existovala jen („nevědecká“ a do značné míry uměleckými styly ovlivněná) historiografie. Z jiného hlediska lze historiografii považovat za jeden z výsledků zkoumání historické vědy, protože zobrazuje stav, proudy a cíle historického výzkumu.[zdroj?]
Historický výzkum tak, jak jej chápeme dnes, objasňuje, systematizuje a zachovává poznatky vztahující se k dějinám světa a národním a teritoriálním dějinám. Věnuje se dějinám vzniku a rozvoje lidské společnosti a životu jedince v ní, dějinám lidské kultury. Historický výzkum se dále zaměřuje na dějiny lidského vědění a jeho parcializace, věnuje se společenským, politickým a ekonomickým souvislostem v uvedených dějinných procesech.[zdroj?]

## Dějiny historiografie

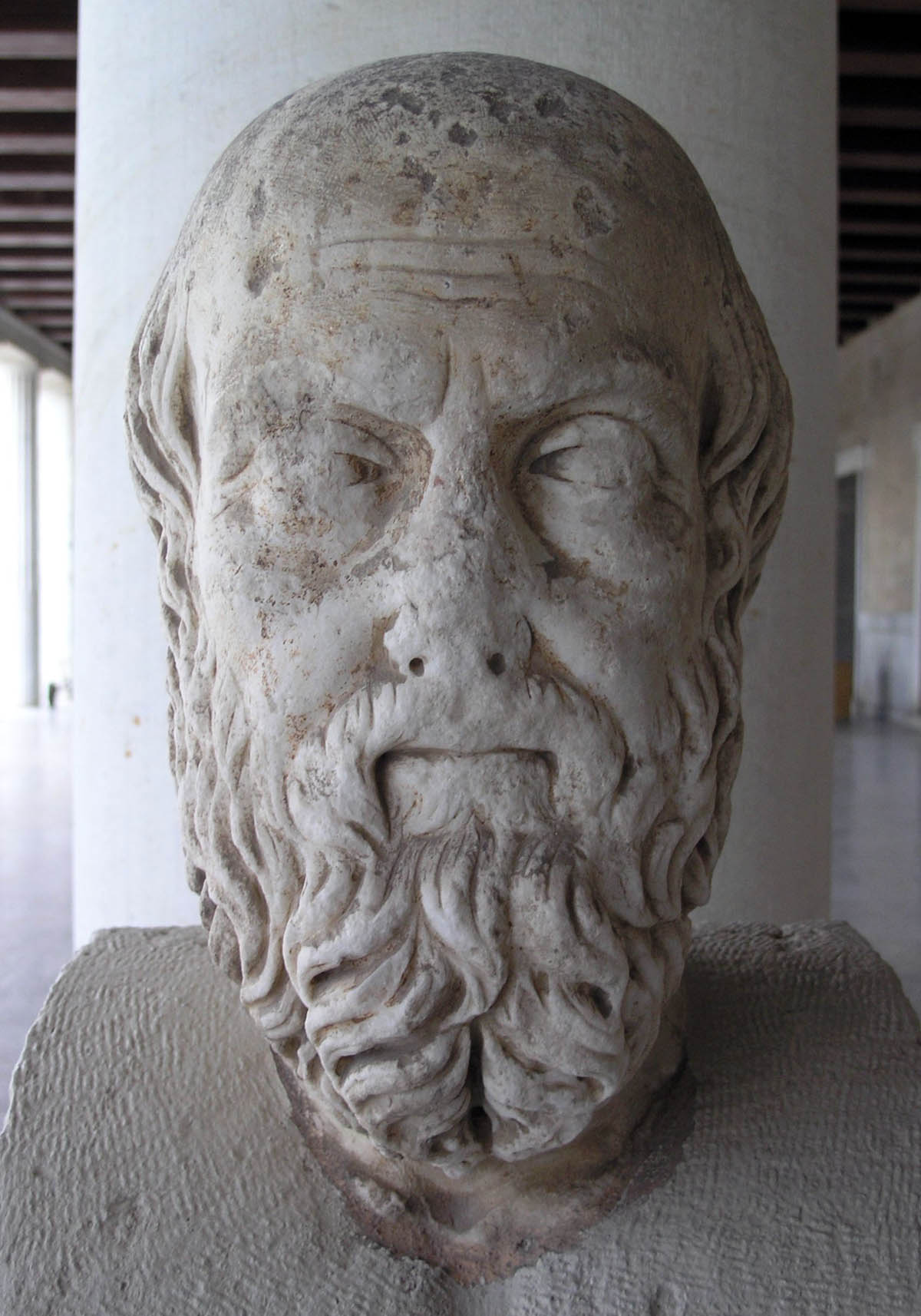
Hérodotos, označovaný jako otec dějepisu

Sám dějepis se v minulosti bohatě vyvíjel, má své dějiny. V antickém Řecku se původně objevila jednoduchá analistika a díla oslavující vládce, tzv. apoteózy. Později se objevují pokusy o univerzální vylíčení dějin od zrození světa. Průkopníkem racionální přístupu k dějinám byl Hekataios. Za prvního politického historika je označován Hérodotos, který ve svém díle Historiai popisuje historii řecko-perského světa, vznik rozporu mezi těmito civilizacemi, růst perské moci a dějiny řecko-perských válek. Dalším významným řeckým historikem byl Thúkydidés, který popsal dějiny peloponéské války. Na něj navázali např. Theopompos a Xenofón. K významným zdrojům o alexandrovské epoše patří dílo Arriána. Řecké pojetí historiografie a také řečtina měly vliv i v Ptolemaiovském Egyptě. Prvním egyptským historikem se tak stal Manehto se svým dílem Aigyptiaka.
Starověké římské dějepisectví navázalo na řecké. Nejstarší římská historiografická díla jsou také psána řecky nebo rovnou řeckými autory. Z Řeků vyniká např. Polybios, popisující dějiny punských válek, či Poseidónios. Řečtinu jako jazyk vzdělanců ale volili dlouho i římští autoři narození mimo Řecko. Např. Diodóros Sicilský ve své Bibliothéké historiké, Appiános nebo Cassius Dio. Plútarchos rozvinul historiografický žánr biografie, jeho hlavním historickým dílem jsou Životopisy slavných Řeků a Římanů (Bioi paralléloi, tj. Paralelní životopisy), dvacet dva dvojic životopisů významných řeckých a římských osobností. Řečtinu zvolil i židovský historik Flavius Iosephus, když sepisoval dějiny první židovské války. Časem se však objevili i latinsky píšící římští historici, průkopníkem byl Cato starší (Origines) nebo Sallustius (De coniuratione Catilinae, Bellum Iugurthinum). K nejvýznamnějším pak patřil Livius, autor monumentálních dějin Říma Ab urbe condita. Suetonius latinsky napsal Životopisy dvanácti císařů, z pozdních římských autorů je ceněn zejména Ammianus Marcellinus (Res gestae).
Za zakladatele čínské historiografie je považován S’-ma Čchien, autor 2. století př. n. l. Jeho zásadní dílo, Zápisky historika (Š’-ťi), neboli Kniha vrchních písařů, popisuje dějiny Číny od mytických počátků. Dílo mimořádné svým rozsahem i literární úrovní se stalo vzorem pro pozdější čínské dějepisné knihy, počínaje Kronikou Chanů z 1. století, jejímž autorem je Pan Ku.
V pozdní antice se začala rozvíjet i křesťanská historiografie, k otcům zakladatelům patřil Eusebios z Kaisareie (Historia ecclesiastica) a Svatý Jeroným (Dějiny křesťanského písemnictví). Z raného křesťanského středověku zanechali nejcennější díla Isidor ze Sevilly, který sepsal dějiny gótských, vandalských a suévských králů, Jordanes (De origine actibusque Getarum), Řehoř z Tours, díky jehož dílu Historia Francorum můžeme rekonstruovat dějiny vlivné Franské říše, a Beda Ctihodný, bez jehož Historia ecclesiastica gentis Anglorum by bylo studium raných anglických dějin takřka nemožné. Také Byzanc rozvinula vlastní historiografickou tradici, představoval ji zejména Prokopios z Kaisareie se svým dílem o byzantsko-perských, byzantsko-vandalských a byzantsko-ostrogótských válkách za vlády císaře Justiniána I. Některé práce z vrcholného středověku jsou paradoxně méně ceněny, například dílo Geoffreyho z Monmouthu je považováno za málo důvěryhodné, nicméně mělo velký vliv (rozšířilo například popularitu artušovských legend). Zatímco raně středověká díla sloužila často náboženské ideji, ve středověku se objevila i funkce politická a dokonce již (pre)nacionální, jak je to vidět v případě Saxo Grammatica a jeho Gesta Danorum. Pozdní byzantské dějepravectví reprezentovala například Anna Komnenovna, díky které se dochovala řada cenných informací o první křížové výpravě. K zakladatelům americké historiografie a svědkům evropské kolonizace amerického kontinentu patří Bartolomé de las Casas (O zemí indijských pustošení a vylidňování zpráva nejstručnější).
K nejvýznamnějším historikům islámského zlatého věku patřil v 9. století Muhammad at-Tabarí (Dějiny panovníků a králů), v 10. století Al-Masúdí, ve 14. století pak Ibn Chaldún (zejm. Kitáb al-‘ibar).
Představu, jak má vypadat osvícenská historiografická práce, formuloval Voltaire, například ve své dějepisné knize Le Siècle de Louis XIV. Významným osvíceneckým historiografickým dílem je pak také kupříkladu Encyklopedie aneb Racionální slovník věd, umění a řemesel Denise Diderota. Podobný vliv měl v Anglii David Hume se svou šestidílnou knihou The History of England. Voltaire a Hume byli filozofové, Edward Gibbon již rozvíjel jejich odkaz jako specializovaný historik. Proslul svým dílem The History of the Decline and Fall of the Roman Empire. Romantismus 19. století vnesl do historiografie i emoce a představu o dějinách formovaných silnými osobnostmi - zejm. Thomas Carlyle a jeho The French Revolution: A History. Dílo Julese Micheleta Histoire de France je ukázkou toho, jak historici dějiny nejen popisují, ale mohou přímo formovat způsob, jak dějiny lidé vnímají - byl to Michelet, kdo zavedl pojem renesance pro popis určité epochy a stylu, a dodnes většina lidí při pohledu zpět do dějin Evropy tuto epochu "vidí", skrze Micheletův konstrukt dějiny vnímá. 19. století mělo vůbec mimořádný zájem o dějiny umění, z nichž se později stal samostatný obor (Jacob Burckhardt, Hippolyte Taine). Leopold von Ranke pak nastavoval některá základní pravidla vědecké historiografie, která jsou z velké části uznávána dodnes. Opačný přístup, kdy někteří autoři, většinou filozofové, chtěli historii použít jako důkaz nějaké velké myšlenkové koncepce, však v 19. století rovněž kvetl (Georg Wilhelm Friedrich Hegel, Karl Marx). 19. století bylo také érou zrodu moderních národů a tedy časem velkých syntetických národních historií - např. Dějiny ruského státu Nikolaje Michajloviče Karamzina. Tato nacionalizovaná dějepisná vyprávění dějiny nejen nově uchopovala, ale často přímo formovala národní vědomí a identitu. Ideologie byla ale přítomná ve většině dějepisných knih té doby, dílo Thomase Macaulayho je například uváděno jako klasický příklad dějin z liberálního pohledu. Z historiků 19. století má výsadní postavení Theodor Mommsen tím, že si za své práce vysloužil Nobelovu cenu za literaturu, což se jinak historikům příliš nestává. Nejznámějším Mommsenovým dílem jsou Římské dějiny (Römische Geschichte), které vyšly ve třech dílech v letech 1854–1856.
Vlivnou historiografickou školou 20. století se stala tzv. škola Annales, pro niž se stala typická spolupráce s dalšími humanitními (antropologie, sociologie, psychologie, etymologie), ale i přírodovědnými a exaktními obory (geografie, statistika, demografie, klimatologie). Za zakladatele a zároveň hlavní představitele první generace (1929–1945) jsou považování Marc Bloch a Lucien Febvre. Nejslavnějším reprezentantem školy se stal ovšem Fernand Braudel, proslulý svým socio-ekonomickým pohledem na dějiny a zájmem o tzv. pomalé procesy (longue durée). Michel Foucault se od konce 60. let 20. století snažil o "postmoderní obrat" v dějepisectví prosazením konceptu dějin idejí (Dějiny šílenství v době osvícenství, Zrození kliniky, Dějiny sexuality). Součástí postmoderního obratu bylo ustavení tzv. mikrohistorie. Jedním z prvních badatelů, který prosazoval mikrohistorický přístup, byl italský historik Carlo Ginzburg, jehož proslavila kniha Sýr a červi. Populární jsou stále ale i makrohistorické analýzy, pokoušející se s nějakým klíčem uchopit celé dějiny lidstva, jako například Juval Noach Harari ve svém díle Sapiens: od zvířete k božskému jedinci.
Samostatnou větev představují dějiny archeologie, která se začala rozvíjet v 19. století. K nejslavnějším archeologům patří Jean-François Champollion, Howard Carter, Arthur Evans, Flinders Petrie nebo Heinrich Schliemann, kteří objevili a zachránili to, čemu dnes rozumíme pod pojmy "starověké" nebo "historické památky", co tak ale ještě třeba v 17. století nebylo vůbec vnímáno. Archeologie dnes často stojí na pomezí historie a osamostatnělých oborů, jako je egyptologie, asyriologie ad.

### Česká historiografie

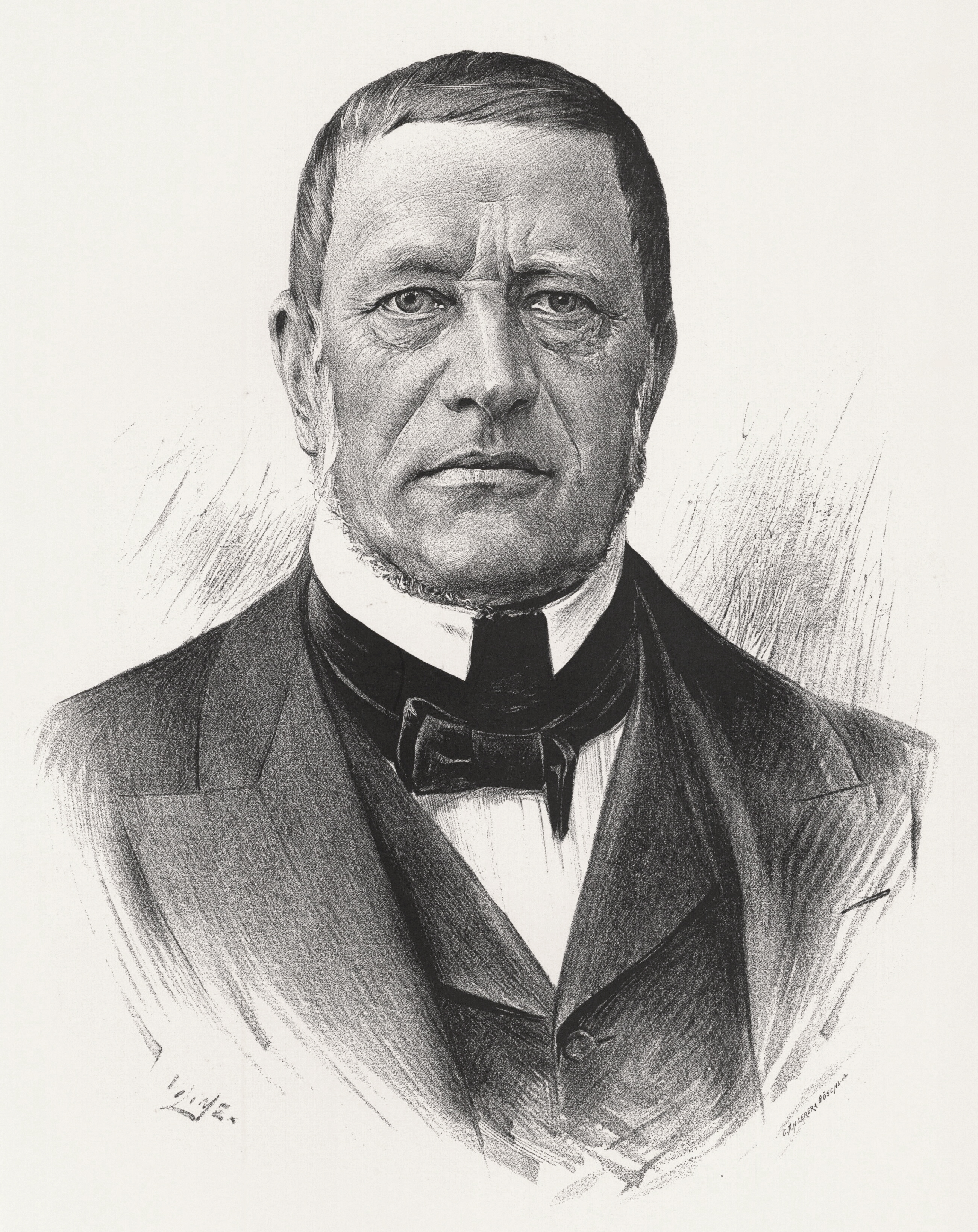
František Palacký

V českých zemích se historiografie začala rozvíjet záhy po vzniku českého knížectví v 9. století. První menší záznamy historických událostí se pokoušely od 12. století uceleně shrnout kroniky (Kosmova kronika česká, Zbraslavská kronika, tzv. Dalimilova kronika, husitské kroniky). Další kroniky byly napsány také v období humanismu, autoři však začínali psát také o dějinách náboženských hnutí, k nimž patřili (o Jednotě bratrské Jan Blahoslav), nebo o dějinách svého stavu (šlechtických rodů či měst). Po porážce českých stavů na Bílé hoře museli protestanti české země opustit; jejich tvorba pak ještě nějakou dobu doznívala v exilu. Domácí katolická historiografie se snažila navázat na tradici české katolické historiografie, avšak s nevelkým úspěchem.
Nový vzestup dějepisectví v českých zemích zaznamenalo až s příchodem osvícenství, které kladlo důraz na kritiku pramenů a jejich edici. Ediční činnost ovšem vedla k bourání starých mýtů (Dobner zpochybnil věrohodnost Hájkovy kroniky) a novému pohledu na některé události českých dějin (Pelcl pozitivně ohodnotil Husovu činnost, Dobrovský přehodnotil pohled na Jana Nepomuckého). Po roce 1820 ovšem začal romantismus osvícenské principy vytlačovat a historiografie měla začít sloužit nacionálním zájmům. Největší dílo sepsal Palacký, který české dějiny charakterizoval jako neustálé potýkání českého a německého živlu.
Skutečná vědecká historická věda se začala rodit až v 2. polovině 19. století s příchodem pozitivismu, který kladl velký důraz na systematickou důslednou práci s prameny a odmítal intuici. Pozitivistické dějepisectví sice ještě nějakou dobu dále sloužilo národním či politickým zájmům (Tomek, Gindely), Jaroslav Goll ovšem nakonec prosadil odpolitizování historiografie a vtiskl jí ráz skutečné vědecké práce založené na propracované metodologii.

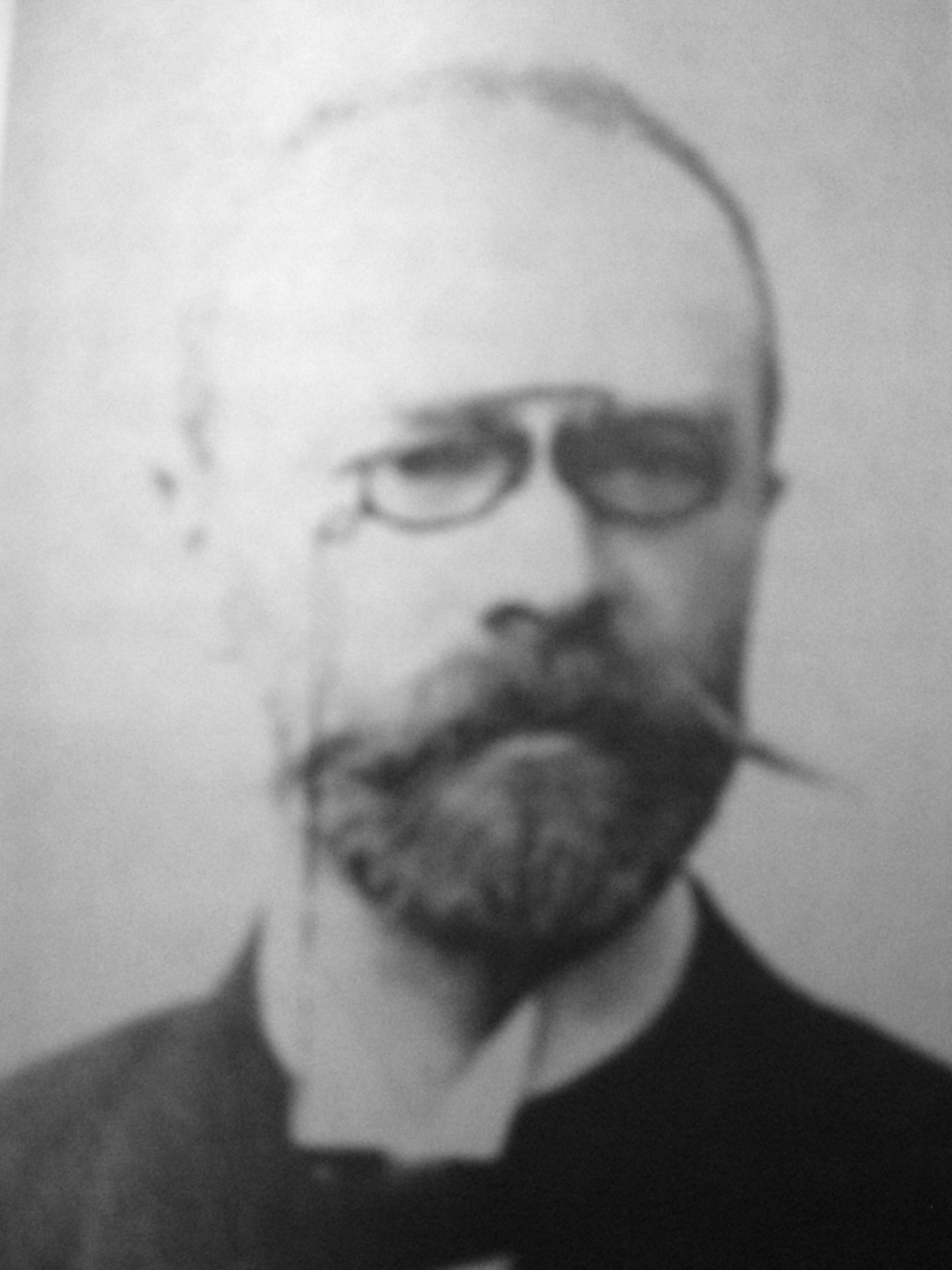
Jaroslav Goll

Goll také vychoval na oddělené české pražské univerzitě skupinu žáků, které se začalo říkat „Gollova škola“. Nejednalo se o homogenní skupinu, společné jí však byla gollovská pozitivistická metoda. Mezi hlavní představitele patřil Pekař, Šusta, Novotný, Krofta a Nejedlý. Kromě této skupiny působila ještě starší generace pracující tradičními metodami poplatnými nacionálním, politickým či náboženským požadavkům. Také se od historické vědy začaly oddělovat pomocné vědy historické (Emler, Friedrich) a archeologie (Píč, Niederle). A v neposlední řadě se vyvíjela také historiografie českých Němců, byť pod silným vlivem nacionalismu (Bachmann, Bretholz).
V meziválečném období dále pokračovala činnost pozitivistické historiografie, avšak její zmechanizování a odosobnění vedlo ke skepsi, kritice pozitivistické metodologie (Werstadt, Slavík). Určité východisko představovalo obohacení politických dějin o hospodářsko-sociální dějiny (Mendl), v čemž pokračovala také mladší generace ve 30. letech. Z řady historiků vybočoval Kalista, jenž představil svou vlastní koncepci historikovy práce, jež podle něj měla být tvůrčí činností.
Přeryv v české historiografii znamenala nacistická okupace a nastolení komunistického režimu. O dějinách se muselo oficiálně psát v souladu s marxistickou ideologií. Politicky nevyhovující autoři museli svá díla vydávat pod jménem svého kolegy, který mohl publikovat, nebo jejich práce nevycházely vůbec. Svobodnou vědeckou činnost umožnila až sametová revoluce roku 1989.

## Teorie a metodologie historické vědy

### Historické prameny

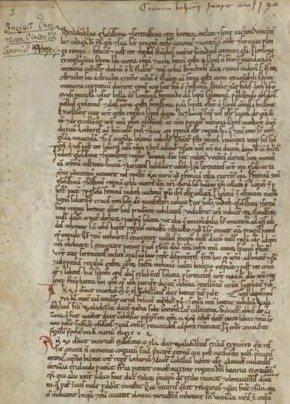
List z Vincentiovy kroniky pocházející z poloviny 12. století

Historickým pramenem se rozumí primární zdroj informací v historickém bádání. Jako pramen lze označit vše, co bylo zachováno pro poznání a ověřování historických skutečností, vzniklo z lidské činnosti, činnosti lidské společnosti. Informace jsou kriticky čerpány z mnoha typů pramenů (zdrojů) s různým stupněm relevance.

### Metody zkoumání
Mezi metody zkoumání v historiografii náleží:
- heuristika (shromáždění relevantních zdrojů)
- bibliografie
- kritika pramenů
  - přímá
  - nepřímá
  - genealogická
  - filologická
  - geografická
  - retrogresivní
  - progresivní
  - statistická
  - srovnávací
- interpretace (analýza, výkladové rozvinutí)
  - chronologická
  - teritoriální
- syntéza (závěrečné shrnutí)
  - orální

Historickému bádání jsou nápomocny také pomocné vědy historické i vědní disciplíny formálně od historické vědy oddělené (parcializované), jako je lingvistika, geografie, sociologie, statistika, demografie či kartografie.

### Historiografické disciplíny
- historická antropologie
- mikrohistorie
- New History
- dějiny osídlení
- monasteriologie
- kastelologie
- dějiny mentalit
- dějiny každodennosti
- sociální dějiny
- kulturní dějiny
- hospodářské dějiny
- historie vědy
- politické dějiny
- dějiny práva
- filosofie dějin
- psychohistorie
- historická geografie
- historická ekologie
- historická demografie
- seriální dějiny (histoire sérielle)

## Společenské funkce historiografie
Historiografie plní řadu sociálních funkcí. Mezi ty základní, definované Jürgenem Kockou, patří:
- historická vysvětlení současných problémů prostřednictvím vysvětlení jejich příčin a vývoje (např. antisemitismus)
- zprostředkování modelových kategorií a chápání občanského vědomí pro poznání a orientaci v přítomnosti
- legitimitimizace a stabilizace společenské a politické struktury, odůvodnění politických rozhodnutí
- kritika tradic a ideologií, kritika historických mýtů a legend
- vytváření vědomí možností (variant) prostřednictvím příkladů z minulosti, poukázání na alternativy
- orientace jednotlivců i skupin v minulosti prostřednictvím poukazování na upozaděné nebo neaktuální jevy
- výchova ke konkrétnímu kritickému uvažování o absolutních tvrzeních, zprostředkování relativity z historicko-politické perspektivy
- "bezdůvodné" vyplnění volného času, zábava